# Au diable les anges
Pour plus de détails, voir Fiche technique et Distribution.
Au diable les anges (titre original : Operazione San Pietro) est un film franco-germano-italien réalisé par Lucio Fulci et sorti en 1967.

## Synopsis
Une bande de petits voleurs, menée par un certain Napoleon, quitte Naples pour un grand coup à Rome. Cajella, un playboy qui aime séduire les femmes mûres et riches pour les escroquer, rejoint la bande. Lors de la semaine sainte, ils dérobent la vraie Pietà dans l'enceinte de la basilique Saint-Pierre. Les bandits croient avoir réussi un vol magistral, après avoir entendu que la statue avait été assurée 30 milliards pour une exposition en Amérique, mais ils sont aussitôt traqués par le cardinal Braun...

## Fiche technique
- Titre original italien : Operazione San Pietro
- Titre allemand : Die Abenteuer des Kardinal Braun
- Titre français : Au diable les anges
- Réalisation : Lucio Fulci
- Scénario : Adriano Bolzoni, Ennio De Concini, Lucio Fulci, Roberto Gianviti, Paul Hengge
- Production :  Ultra Film, Marianne Productions, Roxy Film
- Photographie : Alfio Contini, Erico Menczer
- Musique : Ward Swingle, Armando Trovajoli
- Montage : Elisabeth Kleinert-Neumann, Ornella Micheli, Gabrielle Reinecke
- Dates de sortie:
  - 29 décembre 1967 (Italie)
  - 9 août 1968 (France)

## Distribution
- Lando Buzzanca : Napoleone
- Jean-Claude Brialy : Cajella
- Edward G. Robinson : Joe Ventura
- Heinz Rühmann : le cardinal Erik Braun
- Christine Barclay : Marisa
- Antonella Della Porta : Cesira
- Herbert Fux : Targout
- Wolfgang Kieling : Poulain
- Pinuccio Ardia (it) : le baron
- Ugo Fangareggi : Agonia
- Dante Maggio : le capitaine
- Uta Levka : Samantha
- Carlo Pisacane : Epimeno

## Production
Le film est la suite de l' Opération San Gennaro, sorti l'année précédente. En effet, certains personnages portant le même nom et le même interprète apparaissent, comme Agonia, le Baron et le Capitaine.
Les scènes de cascades avec les véhicules sont réalisées et interprétées par l'équipe de Rémy Julienne.